# Братеш (Нямц)
Братеш (рум. Brateș) — село у повіті Нямц в Румунії. Входить до складу комуни Таркеу.
Село розташоване на відстані 262 км на північ від Бухареста, 22 км на південний захід від П'ятра-Нямца, 116 км на захід від Ясс, 133 км на північ від Брашова.

## Населення
За даними перепису населення 2002 року у селі проживали 324 особи, з них 323 особи (99,7%) румунів. Рідною мовою 323 особи (99,7%) назвали румунську.